# Platense FC
Der Platense Futbol Club ist ein honduranischer Fußballklub mit Sitz in der Stadt Puerto Cortés im Departamento Cortés.

## Geschichte
Der Klub wurde am 4. Juli 1960 als Club Deportivo Platense gegründet. Man orientiere sich bei der Namengebung am Namen des Club Atlético Platense aus Argentinien. Da es zum Zeitpunkt der Gründung noch keine richtige Liga gab, kam es in den ersten Jahren nur zu Freundschaftsspielen. Nach deren Gründung im zur Saison 1965/66 war man dann Gründungsmitglied eben dieser, wo man im ersten Jahr die Meisterschaft errang.
Nach 36 Jahren gelang in der Clausura 2001 die zweite Meisterschaft. Im Juni 2012 drohte wiederholt der Abstieg in die zweite Liga. Dieser konnte mit der Aufnahme des CD Necaxa verhindert werden. Seither heißt der Klub Platense FC.